# 上原孝男のオレンジ通り
『上原孝男のオレンジ通り』（うえはらたかおのオレンジどおり）は、1989年10月2日から1992年4月3日まで静岡放送（SBSラジオ）の平日昼の時間帯で放送されていたワイドラジオ番組。
本項では、この前身番組として1986年10月6日から1989年9月29日まで同じくSBSラジオ平日昼の時間帯で放送されていた『オレンジ通り三丁目』（オレンジどおりさんちょうめ）についても説明。

## 概要
1976年4月から10年6か月続いた『チャッキリ大放送』の後継番組。街中に出動したラジオカー「SCOOPY（スクーピー）」から随時、街の情報を取り入れてもらっていたのが特徴の一つという番組であった。
1989年10月改編でのリニューアルにより、メインパーソナリティの一人の野田靖博が本番組を離れて月曜から金曜まで全曜日通してメイン出演となった上原孝男の冠番組となり、それと共に番組タイトルから「三丁目」が外れた。

## 放送時間の変遷
- 月 - 金曜 13:30 - 15:30 （JST、1986年10月〜1988年9月）
- 月 - 金曜 13:30 - 15:50 （JST、1988年10月〜1989年3月）
※1988年9月まで平日15:30 - 15:50放送で独立番組だった『トヨタ Just in Time』を本番組に内包し、20分拡大。
- 月 - 金曜 13:30 - 15:45 （JST、1989年4月〜1990年3月）※5分縮小。
- 月 - 金曜 13:30 - 15:50 （JST、1990年4月〜1991年3月）※5分再拡大。
- 月 - 金曜 12:00 - 15:50 （JST、1991年4月〜1992年3月）※1時間30分拡大。1991年3月まで平日12:30 - 13:00放送で独立番組だった『日刊セゾンタイムス』などを本番組に内包。

## パーソナリティ
1986年10月〜1989年9月「オレンジ通り三丁目」
- 月〜水 - 野田靖博、上藤美紀代
- 木・金 - 上原孝男、上藤美紀代

1989年10月〜1992年3月「上原孝男のオレンジ通り」
※いずれも月〜金の出演
- 上原孝男
- 釼持若菜 （1990年9月まで）
- 菊池真奈美 （1990年10月から）

## コーナー・タイムテーブル
（）

### 1986年10月 - 1988年9月
- 13:30 - オープニング
- 13:35 - リクエストポケット
- 13:45 - 
  - オレンジの風 （1988年3月まで）
  - SCOOPY街角トピックス （1988年4月〜）
- 13:55 - 安心堂スクリーンアルバム
- 14:00 - 交通情報・天気予報
- 14:05 - 気軽なパートナー （ニッポン放送制作）
- 14:15 - オレンジの窓 （日替わりコーナー）
  - 月曜：今週の歳時記 （1988年3月まで）
  - 月曜：クイズあんたが主役 （1988年4月〜9月）
  - 火曜：買いたい新書
  - 水曜（→ 1987年10月から金曜）：オー！たより
  - 水曜：クイズ・アップアップ （1987年10月〜1988年9月）
  - 木曜：味の回覧板
  - 金曜：いつもお花がキューピッド （1987年9月まで）
- 14:25 - タウンページで広がる新しいおつきあい
- 14:30 - 交通情報
- 14:35 - 思い出ヒットパレード
- 14:50 - 川柳四句八句 （前番組『チャッキリ大放送』の「川柳 〜午後の句会〜」から川柳コーナーを継続）
- 15:00 - 3時のニュース
- 15:05 - ちょっと一息スクーピー
- 15:15 - オレンジの部屋
- 15:25 - 交通情報・エンディング

### 1988年10月 - 1989年9月
- 13:30 - オープニング
- 13:35 - リクエストポケット
- 13:45 - SCOOPY街角トピックス
- 13:55 - 安心堂スクリーンアルバム
- 14:00 - 交通情報・天気予報
- 14:05 - 気軽なパートナー （ニッポン放送制作）
- 14:15 - 川柳四句八句
- 14:25 - タウンページで広がる新しいおつきあい
- 14:30 - 交通情報／三越ラジオショッピング
- 14:35 - 思い出ヒットパレード
- 14:50 - ニュースデスク・交通情報・天気予報
- 15:00 - トヨタ Just in Time
  - 月曜・火曜：「道との遭遇」「母校青春物語」
  - 水曜：「味のドライブマップ」（出演：花森功仁子）
  - 木曜・金曜：「ワールドタイムリー 海外出前クイズ」（出演：荻野悦子、村松千登勢）
  - 月曜〜水曜：「出前クイズ」
- 15:20 - 交通情報・天気予報
- 15:25 - ちょっと一息スクーピー
- 15:35 - オレンジホットライン
- 15:45 - エンディング

### 1989年10月 - 1991年3月
- 13:30 - オープニング・天気予報
- 13:40 - 
  - トゥデイウォッチング （1990年9月まで）
  - あなたの街カラオケ （1990年10月から）
- 13:50 - 河原晶子の安心堂シネマ館
- 13:55 - 情報パーク
- 14:00 - 静岡新聞ニュース
- 14:05 - 交通情報
- 14:15 - 気軽なパートナー 〜今日のキーパーソン
- 14:20 - SCOOPY街角トピックス
- 14:30 - 交通情報・天気予報
- 14:35 - 懐かしのレコードショップ
- 14:50 - 静岡新聞ニュース・交通情報
- 15:00 - トヨタ Just in Time
  - 月曜・火曜：
    - 「道との遭遇」
    - 「母校青春物語」（1989年9月まで）
    - 「情報ダウンタウン」（1989年10月から）

  - 水曜：「味のドライブマップ」
  - 木曜・金曜：「ワールドタイムリー 海外出前クイズ」（出演：村松千登勢、池田きよみ、梅原雅江）
  - 月曜〜水曜：「出前クイズ」
  - 「ルームミラーで気がついて」
  - 「花・米・寿司クイズ」
- 15:20 - 川柳マーケット
- 15:30 - タウンページで広がる新しいおつきあい
- 15:35 - やじうまン！コラム （文化放送制作、1990年4月から）
- 15:40 - 交通情報・天気予報
- 15:45 - エンディング

### 1991年4月 - 1992年3月
- 12:00 - オープニング
- 12:10 - 列島リポート'91（'92）
- 12:20 - トゥデイウォッチング
- 12:30 - 日刊セゾンタイムス
- 13:00 - 静岡新聞ニュース・交通情報
- 13:05 - ミュージック・ハイウェイ （TBSラジオ制作）
- 13:15〜13:50 - 
  - オレンジポスト （1991年9月までは13:15〜13:30枠、1991年10月からは13:40〜13:50枠）
  - オレンジ音楽館 （1991年9月までは13:30〜13:50枠、1991年10月からは13:19〜13:30枠）
  - 小山わくわくラジオショッピング （1991年10月から13:15〜13:19枠）
  - クイズ はやく当ててよ！ （1991年10月から13:30〜13:40枠）
- 13:50 - 夕刊早刷り拾い読み／交通情報
- 14:00 - 安心堂キネマ館
- 14:10 -
  - 気軽なパートナー 〜今日のキーパーソン （1991年9月まで）
  - 街角ステーション 〜クイズしずおか珍道中 （1991年10月から）
- 14:20 - SCOOPY街角トピックス
- 14:30 - 交通情報・天気予報
- 14:35 - 懐かしのレコードショップ
- 14:50 - ニュースデスク・交通情報
- 15:00 - トヨタ Just in Time
- 15:20 - 川柳マーケット
- 15:30 - タウンページで広がる新しいおつきあい 〜今日も元気な商店街〜
- 15:35 - やじうまン！コラム
- 15:40 - 交通情報・天気予報
- 15:45 - エンディング

## エピソード
『オレンジ通り三丁目』時代の1987年6月、『思い出ヒットパレード』コーナーの中で「20～30年くらい前によくロバが馬車を引いてパンを売っていました。その時に流れていた歌を聴かせてください」というリクエストをきっかけに、番組中では「ロバのパン屋」の話題で持ち切りになったことがあった。早速スタッフが局のレコード室を調べてみたが、このリクエストに見合うレコードの登録が無く、そこで放送を通じてこのレコードの行方や情報を呼び掛けたところ、静岡県内各地から多くの情報が寄せられ、最後には富士市のリスナーがそのレコードをSBS本社に直接届けてくれたことで一件落着を見た。ロバのパン屋のレコードをかけた次の週の放送では静岡市と浜松市のロバのパン屋からの中継も行われたが、その後もまだこの関連の話題のはがきが寄せられ続けたという。